# Napomyza tenuifrons
Napomyza tenuifrons är en tvåvingeart som beskrevs av Zlobin 1993. Napomyza tenuifrons ingår i släktet Napomyza och familjen minerarflugor.
Artens utbredningsområde är Mongoliet. Inga underarter finns listade i Catalogue of Life.